# V.I.D ~Very Important Doll~
V.I.D ~Very Important Doll~ (V.I.D～Very Important Doll～?) è il primo album della rock band visual kei giapponese Vidoll. È stato pubblicato il 22 novembre 2006 dalla label indie UNDER CODE PRODUCTION.
Esistono due edizioni dell'album: una normale con custodia jewel case, ed una speciale in edizione limitata con custodia jewel case, cover diversa e DVD extra.

## Tracce
Tutti i brani sono testo e musica di Jui, tranne dove indicato.

Dopo il titolo è indicata fra parentesi "()" la grafia originale del titolo, eventuali note sono riportate dopo il punto e virgola ";".
1. nevaeH (nevaeH?) - 3:41
2. SinAI ~Migite no cutter to hidarite no drug to kusuriyubi no fukai ai to~ (SinAI〜右手のカッターと左手のドラッグと薬指の深い愛と〜?) - 4:29
3. An extra (An extra?) - 5:08 (Jui - Rame)
4. Deep Blue (ディープブルー?) - 5:01 (Jui - Rame)
5. Hotel hickey (Hotel hickey?) - 4:56 (Jui - Rame)
6. Doll's bar "V.I.D" (Doll's bar "V.I.D"?) - 5:56 (Jui - Giru)
7. Illicit love (Illicit love?) - 4:23
8. Sister (Sister?) - 5:52
9. Nectar (Nectar?) - 4:30
10. Olivia (オリビア?) - 4:40 (Jui - Tero)
11. Last Lovers (ラストラバーズ?) - 4:34
12. RoiD-Chang (RoiD-Chang?) - 4:06 (Jui - Rame); bonus track presente solo nell'edizione normale dell'album

### DVD
1. Orihime (織姫?); videoclip

## Singoli
- 24/05/2006 - SinAI ~Migite no cutter to hidarite no drug to kusuriyubi no fukai ai to~
- 02/08/2006 - Nectar

## Formazione
- Jui - voce
- Shun - chitarra
- Giru - chitarra
- Rame - basso
- Tero - batteria, pianoforte